# ماسايوشي كاتو
ماسايوشي كاتو (باليابانية: 加藤政義؛ بالكانا: かとう まさよし) هو لاعب كرة قاعدة ياباني، ولد في 28 أبريل 1987 في تايهاكو-كو في اليابان.

## وصلات خارجية
- ماسايوشي كاتو على موقع الدوري الياباني لكرة القاعدة (الإنجليزية)
- ماسايوشي كاتو على موقعبيزبول رفرنس.كوم (الدوري الثانوي) (الإنجليزية)